# Sông Đà (trống đồng)
Trống đồng Sông Đà là một trong những chiếc trống đồng Đông Sơn có kích thước lớn, có nhiều hoa văn phong phú, hiện được tàng trữ tại Bảo tàng Guimet nước Pháp. Trống này còn có tên là trống Moulié.

## Xuất xứ

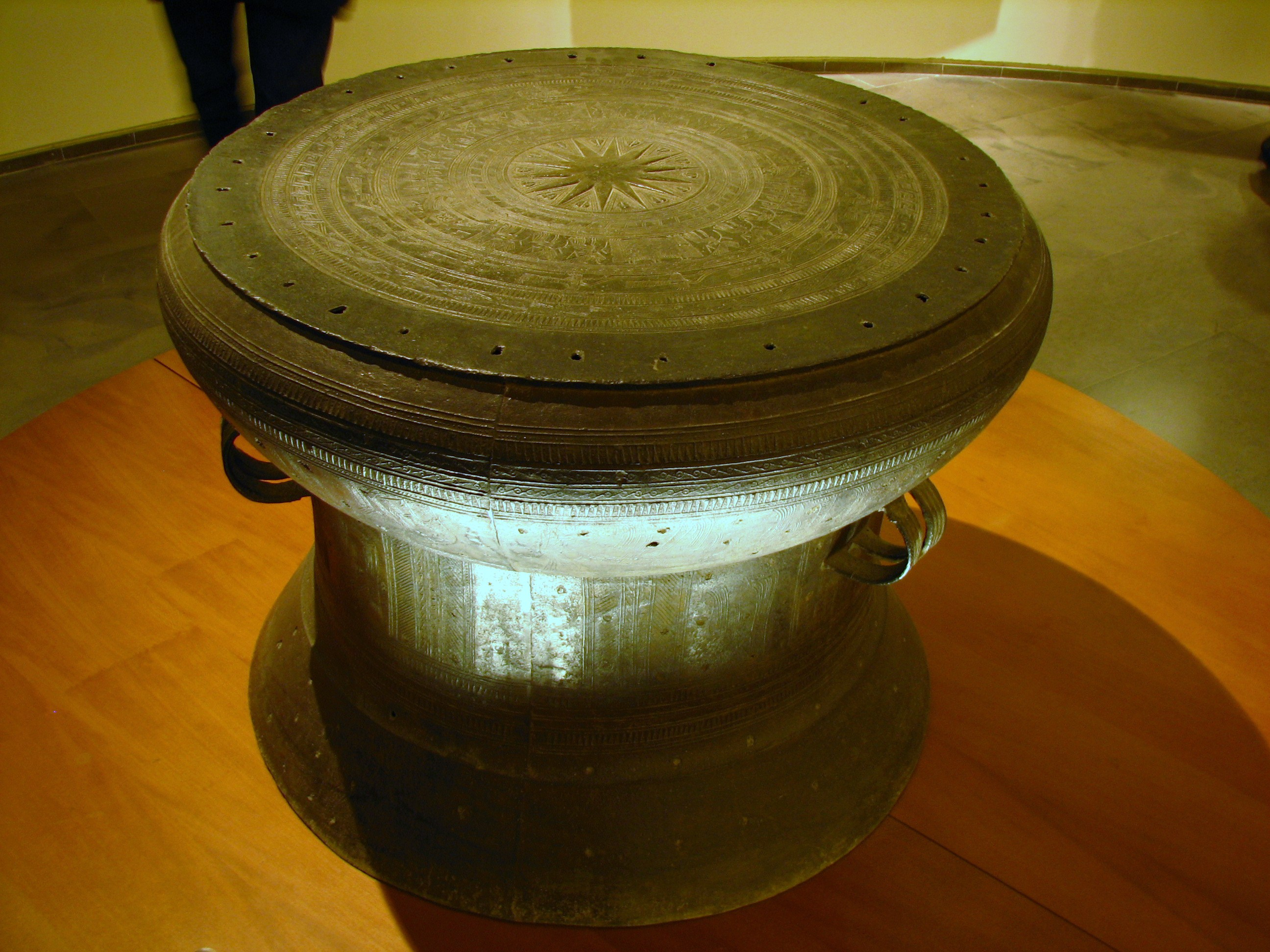
Trống đồng Sông Đà trưng bày tại Bảo tàng Guimet, Paris, Pháp.

Phó sứ Moulié tỉnh Hòa Bình đã lấy trống này từ nhà người vợ góa của viên quan lang người Mường vùng sông Đà thuộc tỉnh Hòa Bình. Năm 1889, trống được mang trưng bày tại cuộc đấu xảo quốc tế ở Paris và sau đó không được trở về Việt Nam nữa.

## Tình trạng
Trống còn tương đối nguyên vẹn, mặt và thân trống có nhiều vết sẹo, đường kính mặt là 78 cm, chiều cao là 61 cm.

## Hình dáng
Hoa văn trang trí, hình dáng và kích thước tương tự như trống Ngọc Lũ I và Hoàng Hạ.

## Hoa văn trang trí

### Hoa văn tại mặt trống
Chính giữa mặt trống có hình ngôi sao nổi 14 cánh, xem kẽ các cánh sao là những họa tiết trang trí kiểu lông công. Bao quanh ngôi sao là 15 vành hoa văn, gồm hai loại: hoa văn hình học và hình khắc người, động vật và vật.
Về hoa văn hình học, ngoài những hoa văn tương tự như hoa văn trên trống đồng Ngọc Lũ I như các chấm nhỏ thẳng hàng, chữ gãy nối tiếp, vòng tròn chấm giữa có tiếp tuyến song song, văn răng cưa,...còn có thêm một vành gồm hai đoạn hồi văn xen giữa với hai đoạn văn xoắn ốc hình quả trám kèm theo vòng tròn chấm giữa.
Vành 18 có hình chim, gồm 16 hình chim bay, giống với hình chim ở vành 9 của trống Hoàng Hạ và hai chim đứng.

### Hoa văn ở thân trống
Phía trên của tang trống có một băng hoa văn hình học gồm 6 vành: hai vành 1 và 6 là những đường chấm nhỏ, các vành 2 và 5 là văn răng cưa, hai vành 3, 4 là vòng tròn chấm giữa có tiếp tuyến.
Dưới băng hình học này là hình 6 chiếc thuyền, xen giữa các thuyền có hình một chim đứng. Đây là loại chim cổ cao, chân giống con chim hạc. Cứ hai chiếc thuyền thì lại có một con chim đứng. Mỗi thuyền đều có năm người, mũ trên đầu họ đều có hình đầu chim.
Bên dưới những chiếc thuyền này là một băng hoa văn hình học, gồm 3 vành: một vành hoa văn vòng tròn có chấm giữa nằm giữa hai đường chấm nhỏ.
Trống có hai đôi quai kép trang trí văn thừng. Chân trống không có trang trí.